# Un hombre en casa
Un hombre en casa (Man About the House, en su título original en inglés) fue una serie de televisión británica, emitida por la cadena ITV entre 1973 y 1976 y producida por Thames Television.

## Argumento
La sitcom narra la historia de Chrissy y Jo, dos jóvenes compañeras de piso en el 6 de Myddleton Terrace, en el distrito londinense de Earls Court, que un día encuentran a un extraño, Robin Tripp, dormido en el baño después de una fiesta. Movidas por la necesidad de afrontar la renta del piso, Robin se traslada a vivir con ellas, aunque deben decirle a los caseros (los señores Roper), que Robin es gay para que acepten su presencia en el apartamento.
Robin es estudiante de cocina, y aunque desde un principio pretende seducir a Chrissy, sin dejar por ello de flirtear con Jo, las chicas siguen su propia vida sentimental y pronto se traba una fuerte amistad entre los tres. El conflictivo amigo íntimo de Robin, Larry, pronto se mudará a la buhardilla del mismo edificio, causando con ello nuevos problemas y enredos.
La serie concluye con la boda de Chrissy y Norman, el hermano de Robin.

## Reparto
- Richard O'Sullivan - Robin Tripp
- Paula Wilcox - Chrissy Plummer
- Sally Thomsett - Jo
- Brian Murphy - George Roper
- Yootha Joyce - Mildred Roper
- Doug Fisher - Larry Simmonds
- Roy Kinnear - Jerry (temporadas 3-5)
- Norman Eshley - Norman Tripp (temporada 6)

## Continuaciones y versiones
La serie contó con dos spin off: Los Roper, centrado en la vida de George y Mildred, y El nido de Robin, que narra la vida del protagonista después de contraer matrimonio.
Además se hizo una versión en Estados Unidos, titulada Three's Company y que se emitió entre 1977 y 1984.
También se hizo una versión en Ecuador, titulada El hombre de la casa, que solo se emitió 10 capítulos en el año 2007.

## La serie en España
La serie se emitió por la primera cadena de Televisión Española entre el 11 de abril de 1978 y el 5 de enero de 1979, alcanzando unos excelentes resultados de aceptación. Richard O'Sullivan y Paula Wilcox consiguieron sendos TP de Oro en su edición de 1978, en las categorías respectivamente de mejor actor extranjero y mejor actriz extranjera.

### Doblaje en español
- Luis Varela - Robin Tripp
- Maripe Castro - Chrissy
- Marisa Marco - Jo
- Rafael de Penagos - George Roper
- María Romero - Mildred Roper
- José Moratalla - Larry Simmonds
- Manolo García - Norman Tripp

## Lista de episodios
- Primera temporada: Consta de siete episodios emitidos originalmente en el Reino Unido entre el 15 de agosto y el 26 de septiembre de 1973:
  - Episodio 1: Tres son multitud
  - Episodio 2: Y con mamá somos cuatro
  - Episodio 3: Una velada encantadora
  - Episodio 4: Y sólo quedaron dos
  - Episodio 5: Sólo es dinero
  - Episodio 6: El partido del sábado
  - Episodio 7: Ni niños ni perros
- Segunda temporada: Consta de seis episodios emitidos originalmente en el Reino Unido entre el 9 de enero y el 13 de febrero de 1974:
  - Episodio 8: Cuando el gato se va
  - Episodio 9: Llámame gallina
  - Episodio 10: En honor a los mayores
  - Episodio 11: ¿Conoció usted a Rommel?
  - Episodio 12: Casi un metro y ojos azules
  - Episodio 13: Devolvedme al viejo Southampton
- Tercera temporada: Consta de siete episodios emitidos originalmente en el Reino Unido entre el 9 de octubre y el 20 de noviembre de 1974:
  - Episodio 14: El cuco en su nido
  - Episodio 15: Ven a cenar conmigo
  - Episodio 16: No pienso bailar, no me invites
  - Episodio 17: Ratones y mujeres
  - Episodio 18: El admirador
  - Episodio 19: No nos moverán
  - Episodio 20: Tal para cual
- Cuarta temporada: Consta de seis episodios emitidos originalmente en el Reino Unido entre el 6 de marzo y el 10 de abril de 1975:
  - Episodio 21: Al partido
  - Episodio 22: En la carretera
  - Episodio 23: Todo por el juego
  - Episodio 24: Nunca digas tu verdadero nombre
  - Episodio 25: La dulce trampa
  - Episodio 26: Hijo mío, hijo mío
- Quinta temporada: Consta de seis episodios emitidos originalmente en el Reino Unido entre el 4 de septiembre y el 9 de octubre de 1975:
  - Episodio 27: La última sesión de cine
  - Episodio 28: A la derecha, dijo George
  - Episodio 29: Un poco de conocimiento
  - Episodio 30: Ama y deja amar
  - Episodio 31: Cómo crece su jardín
  - Episodio 32: Ven a volar conmigo
- Sexta temporada: Consta de siete episodios emitidos originalmente en el Reino Unido entre el 25 de febrero y el 7 de abril de 1976:
  - Episodio 33: Se acabó la fiesta
  - Episodio 34: Uno más en casa
  - Episodio 35: El juego de las generaciones
  - Episodio 36: Los adoradores del sol
  - Episodio 37: Mamá siempre te prefirió
  - Episodio 38: Fuego interno
  - Episodio 39: Otra novia, otro novio